# Le grandi bagnanti (Cézanne Filadelfia)
Le grandi bagnanti è un dipinto a olio su tela (208x251 cm) realizzato tra il 1898 e il 1905 dal pittore Paul Cézanne e conservato nel Museum of Art di Filadelfia. Viene considerato un capolavoro del pittore.

## Descrizione
Il tema dei bagnanti è uno dei preferiti di Cèzanne, tanto che lo stesso pittore dedicò a questo soggetto un intero ciclo, come aveva fatto Renoir. È la tela più grande mai dipinta da Cézanne, il quale la elaborò per sette anni nello studio che aveva a Lauves, ed è la prima delle tre versioni giudicate conclusive del tema delle bagnanti.
La luminosità è resa da incrostazioni di colore sovrapposto a strati. Le linee nere che disegnano nettamente i contorni fanno risaltare i corpi in modo quasi scultoreo. La scena è fortemente evocativa e carica di mistero e di energia.
La gamma dei colori è ridotta alle sfumature di ocra, lilla e verdi, mentre l'architettura del dipinto è scandita da due gruppi di figure che vanno a creare due forme piramidali, e due quinte arboree, che aprono una profondità centrale vuota. I dipinti delle Bagnanti avranno grande fortuna per la storia dell'arte successiva, e influirono su altri importanti pittori d'avanguardia quali Henri Matisse, Braque, Pablo Picasso e Moore.